# 山縣苑子
山縣 苑子（やまがた そのこ、1982年9月28日 - ）は、元タレントでレポーター。当時所属していた事務所はセント・フォース。

## 略歴
- 静岡県磐田市出身。身長158cm、血液型はO型。旅行とテニスが趣味。
- 静岡県立磐田南高等学校、オクラホマ州立大学College of Art & Science ジャーナリズムmajorで卒業。
- 小中高校時代の愛称は「そんちゃん」。
- 兄妹に妹が2人いる。
- お笑い芸人コンビ「ザブングル」のツッコミ担当の松尾陽介と親戚である。
- 2005年にTBSが放送する世界陸上ヘルシンキ大会のリポーターに抜擢。以降2007年の世界陸上大阪大会までの間、同局が関わる陸上大会にリポーター、インタビュアーとして出演していた。
- 2006年9月30日、フジテレビの情報番組『めざましどようび』に初出演。小林麻央からお天気キャスターを引き継ぐこととなったためで、この日はエンディングのみで簡単な自己紹介にとどまった。翌週の10月7日より同番組の2代目お天気キャスターを担当。
- 2007年12月、TBSの番組企画でホノルルマラソンに参戦。完走を果たした。
- 2007年3月31日、『めざましどようび』での担当コーナーが変更となり、2代目お天気キャスターを卒業。4月から同番組の「めざカルチャ」（毎回、全国各地に旅に出かけるコーナー）に2009年9月26日まで出演。
- それから4日後の2009年9月30日より、フジテレビ『めざにゅ～』の番組内コーナー（ハヤリMONO・毎週水曜日放送）に出演開始。
- 2010年9月28日、自身のブログにて8歳年上の一般人男性と結婚することを発表し、同時に芸能界からの引退を発表。翌2010年9月29日の「めざにゅ～」が、自身の最後の芸能活動となった（現時点では、タレント業への復帰の予定は無いという）[1]。
- 2010年9月30日をもって所属事務所との契約を解消。その後、出産。現在、2児の母である。

## 出演番組（全て過去）
- 世界バレーTV Val!（TBS、『ちょい陸』コーナー、2006年4月～10月）
- 2005年世界陸上選手権ヘルシンキ大会（TBS）
  - 2007年世界陸上選手権大阪大会（TBS）
- めざましどようび（フジテレビ、2006年10月7日～2009年9月26日）
- 太田光の私が総理大臣になったら…秘書田中。（日本テレビ、2010年1月29日）
- めざにゅ～（フジテレビ、2009年9月30日～2010年9月29日、水曜日「ハヤリMONO」リポーター）

### CM
- ユーピーアール

## 脚註
1. ↑  “ご報告”.   山縣苑子オフィシャルブログ. 2010年10月7日時点のオリジナルよりアーカイブ。2011年1月11日閲覧。